# مینوری چیهارا
مینوری چیهارا (انگلیسی: Minori Chihara; زاده ۱۸ نوامبر ۱۹۸۰) خواننده سابق و صداپیشه ژاپنی است. وی از سال ۲۰۰۴ میلادی تاکنون مشغول فعالیت بوده‌است.